# Alexander Arzumanyan
Pour les articles homonymes, voir Arzumanyan.
Alexander Arzumanyan, en arménien : Ալեքսանդր Արզումանյան, né le 24 décembre 1959 à Erevan, est une personnalité politique et un diplomate arménien.
Il est connu pour avoir été le premier ambassadeur d'Arménie aux États-Unis (de 1992 à 1993), puis auprès aux Nations unies (de 1992 à 1996). Il a été ministre des Affaires étrangères de 1996 jusqu'à sa démission en 1998. Depuis 2017, il est ambassadeur d'Arménie au Danemark,.